# Laura-Mihaela Moagher
Laura-Mihaela Moagher (n. 20 februarie 1980, Ploiești, România) este un deputat român, ales în 2016.  
A absolvit cursurile Facultății de Drept și este jurist.